# 텔레마르크 운하

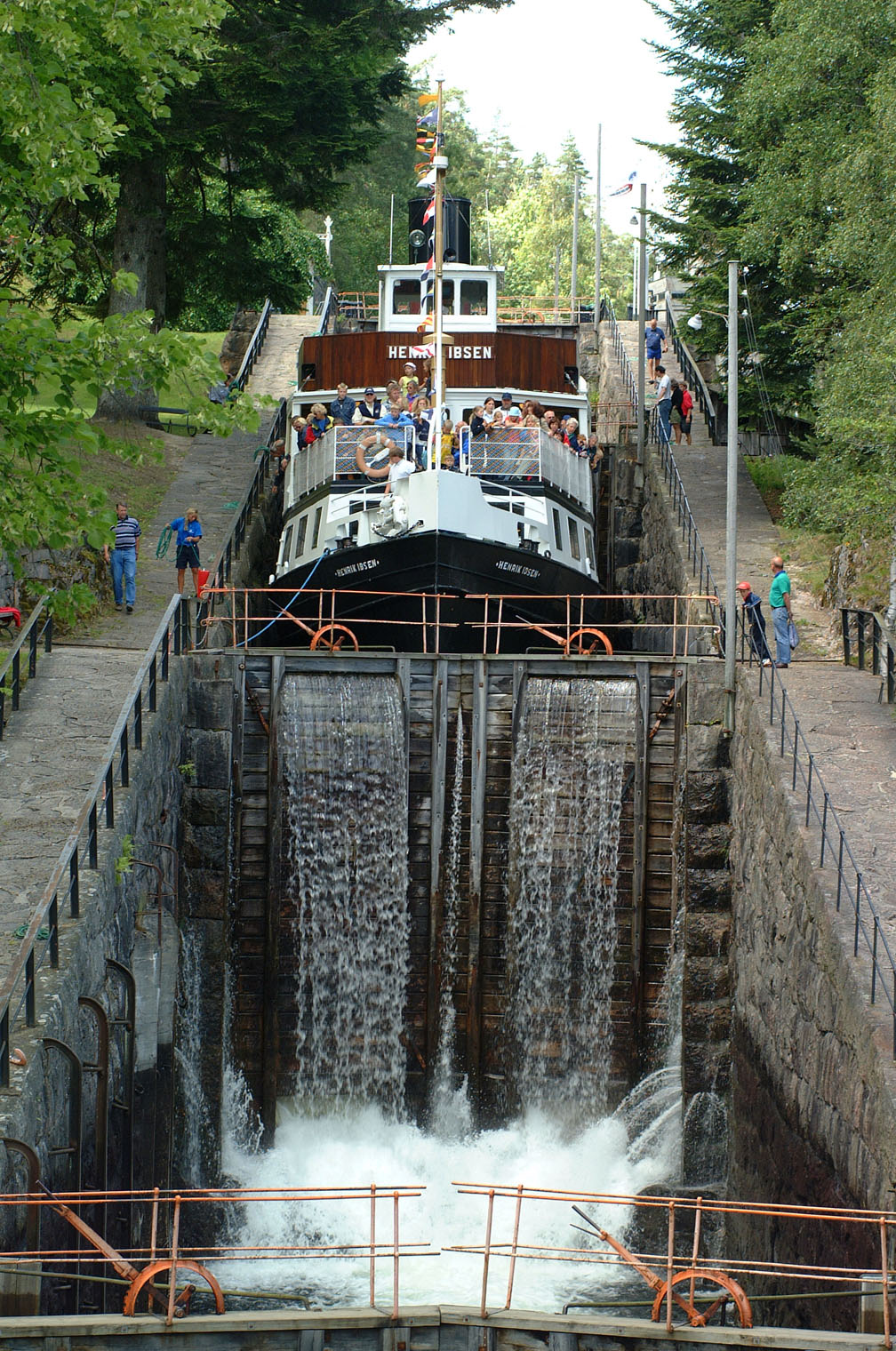
텔레마르크 운하

텔레마르크 운하(노르웨이어: Telemarkskanalen)는 노르웨이 텔레마르크주에 위치한 운하이다.